# Kelle Marie
Kelle Marie (Cardiff, Gales; 1 de octubre de 1980) es una actriz pornográfica galesa.
Se inició en el modelaje a los 16 años (hizo un topless para Page Three girl) en los diarios británicos. Desde entonces ha aparecido en diversas publicaciones dirigidas al sexo masculino tales como Playboy Lingerie, Club y Mayfair.
Fue elegida la chica Penthouse del mes de mayo de 2001.

## Premios
- 2009 Premios AVN nominada – Mejor Escena de Sexo Lésbica 3-Way – Tera Goes Gonzo[2]